# ドラマチック (YUKIの曲)
「ドラマチック」は、YUKIの11枚目のシングル。

## 解説
表題作「ドラマチック」は、アップテンポな曲調でありながらストリングスを多用しているのが特徴的な楽曲である。同曲のほか、2004年9月30日にZepp Tokyoで行われたライブで披露された「JOY」と「ハローグッバイ」のライブバージョンなどを収録。
PVは、ペン書き風のアニメーションとライブで歌うYUKIの映像から構成されている。アニメーション部分は蜂蜜やクローバーなどが描写されており、タイアップ作品である『ハチミツとクローバー』を意識したような作品となっている。
オリコン週間シングルチャートにおいては、ソロ活動開始後シングル最高順位となる2位を記録した（JUDY AND MARY時代には「そばかす」で同チャート1位を記録している）。

## 収録曲
1. ドラマチック
  - 作詞：YUKI／作曲・編曲：蔦谷好位置
  - フジテレビ系アニメ『ハチミツとクローバー』オープニングテーマ
  - 映画『ピーチガール』劇中歌
2. JOY（Live）
  - 歌詞の「運命は必然じゃなく偶然で出来てる」の部分で、"必然"と"偶然"の部分を逆に歌っている（意味的には適切な表現）。
3. ハローグッバイ（Live）
4. ドラマチック -Less Vocal-

## 収録アルバム
- Wave（#1）
- five-star（#1）